# La Lucerne-d'Outremer
La Lucerne-d'Outremer es una comuna francesa, situada en el departamento de Mancha, de la Región de Normandía.

## Demografía
| 742 | 695 | 652 | 632 | 621 | 735 | 798 | 849 | 780 | 814 |
| Para los censos de 1962 a 1999 la población legal corresponde a la población sin duplicidades (Fuente: INSEE [Consultar]) |     |     |     |     |     |     |     |     |     |